# Xu Gan
Pour les articles homonymes, voir Xu.
Dans ce nom, le nom de famille, Xu, précède le nom personnel.
Xu Gan (chinois 徐幹, pinyin Xú Gàn), né en 170 à Ju (劇) dans le Beihai (près de l'actuelle Changle, Shandong), mort en 217 ou 218, est un poète et philosophe chinois. Il est l'un des Sept Lettrés de Jian'an.
Zi : Weichang (chinois 偉長)
Après s'être consacré à l'étude des Classiques, Xu Gan se réfugie dans l'érémitisme durant les troubles de la fin de la dynastie Han. En 205 il rejoint le personnel de Cao Cao. Il participe ainsi à la bataille de la Falaise rouge, qui lui inspire un fu. En 211 il rejoint l'entourage de Cao Pi et de Cao Zhi. Il s'est lié d'amitié avec ce dernier.
Vers 213, malade, il se retire pour se consacrer à la rédaction du Zhong lun (中論, « Propos qui font mouche »), un recueil d'essais philosophiques.

## Traductions
- Cent poèmes d'amour de la Chine ancienne, trad. André Lévy, Philippe Picquier, 1997  — Xu Gan, p. 49-50
- (en) Balanced Discourses: a Bilingual Edition, trad. John Makeham,  Yale University Press, 2002